# Office de tourisme de Prague
L’Office de tourisme de Prague (en tchèque, Pražská informační služba) est une entreprise parapublique chargée de la promotion et du tourisme de la ville de Prague.
Ses bureaux sont situés dans l'hôtel de ville de la Vieille-Ville, au pied de l'horloge astronomique de Prague.